# Рожнёво (Вологодская область)
Рожнёво — деревня в Устюженском районе Вологодской области.
Входит в состав Мезженского сельского поселения, с точки зрения административно-территориального деления — в Мезженский сельсовет.
Расположена на берегу небольшой реки, притока Мезги. Расстояние по автодороге до районного центра Устюжны — 24 км, до центра муниципального образования деревни Долоцкое — 18 км. Ближайшие населённые пункты — Логиново, Марфино, Мочала.
Население по данным переписи 2002 года — 4 человека.